# Anthephora cristata
Anthephora cristata là một loài thực vật có hoa trong họ Hòa thảo. Loài này được (Döll) Hack. ex De Wild. & T.Durand mô tả khoa học đầu tiên năm 1901.